# مغامرات عائلة الجرذ
مغامرات عائلة الجرذ (بالفرنسية: La Famille Raton)‏، (بالإنجليزية: Adventures of the Rat Family)‏ قصة قصيرة من تأليف الروائي جول فيرن صدرت عام 1891. وهي ضمن مجموعة الأمس والغد.